# Персей и Андромеда (картина Фетти)
«Персей и Андромеда» (итал. Perseo e Andromeda) — картина итальянского живописца Доменико Фетти (1589—1623), представителя эпохи барокко. Создана около 1622 года. Хранится в коллекции Музея истории искусств в Вене (инв. №GG 7722).
В 1638—1649 годах находилась в коллекции сэра Гамильтона, с 1659 года — в коллекции эрцгерцога Леопольда Вильгельма Австрийского.
Полотно, изображающее сюжет из древнегреческой мифологии с Персеем и Андромедой, является одним из серии работ на мифологическую морскую тематику, которые, вероятно, использовались для декорирования предметов мебели (на двух остальных панно изображены Геро и Леандр, Полифем и Галатея).